# Blepharita timida
Blepharita timida är en fjärilsart som beskrevs av Otto Staudinger 1888. Blepharita timida ingår i släktet Blepharita och familjen nattflyn. Inga underarter finns listade i Catalogue of Life.